# ARMC6
ARMC6‏ (Armadillo repeat containing 6) هوَ بروتين يُشَفر بواسطة جين ARMC6 في الإنسان.